# Gisbert Paar
Gisbert Paar (* 20. Dezember 1948 in Uder) ist ein deutscher Politiker (CDU).
Paar besuchte die Polytechnische Oberschule in Uder und die Erweiterte Oberschule in Heiligenstadt und legte das Abitur ab. Gleichzeitig schloss er eine Berufsausbildung zum Agrotechniker ab. Er studierte Veterinärmedizin an der Karl-Marx-Universität Leipzig und schloss sein Studium als Diplom-Veterinärmediziners ab. 1980 promovierte er zum Dr. med. vet., zwei Jahre später folgte ein Postgraduiertenstudium zum Fachtierarzt in der Staatsveterinärkunde. Nach seinen Studien arbeitete Paar von 1982 an als Fachtierarzt und als Abteilungsleiter für Bauhygiene am Bezirksinstitut für Veterinärwesen in Bad Langensalza.
Paar trat der CDU der DDR 1967 bei. Dort war er von 1979 bis 1989 stellvertretender Ortsgruppenvorsitzender in Bad Langensalza, 1990 wurde er ebenda stellvertretender Kreisvorsitzender. Er gehörte der letzten, erstmals frei gewählten Volkskammer sowie, nach der Deutschen Wiedervereinigung, bis Ende 1990 dem Deutschen Bundestag an. Nach seiner Zeit als Abgeordneter arbeitete Paar als Referatsleiter; 2009 bis 2013 leitete er die Abteilung für Verbraucherschutz, Arbeitsschutz und Veterinärwesen im Thüringer Ministerium für Soziales, Familie und Gesundheit in Erfurt.